# Blerim Reka

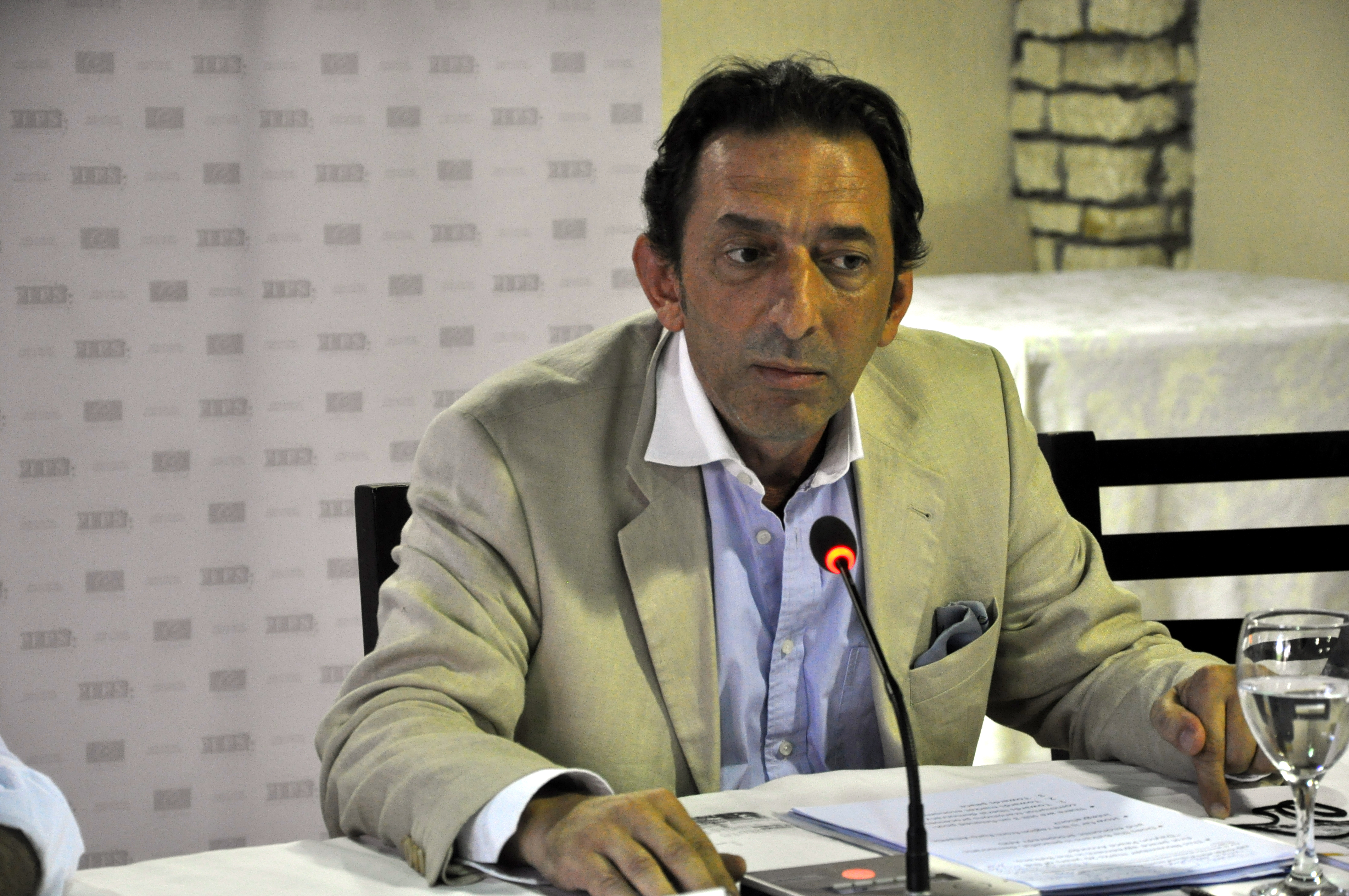
Blerim Reka (2015)

Blerim Reka (* 22. Mai 1960 in Skopje, Föderative Volksrepublik Jugoslawien) ist ein albanischstämmiger Jurist, Akademiker und Politiker aus Nordmazedonien. Seit Februar 2020 amtiert er als Minister für Europäische Integration der Republik Kosovo.

## Akademische und berufliche Laufbahn
1982 schloss Blerim Reka an der Universität Prishtina sein Jurastudium mit dem Diplom ab, 1994 erlangte er an derselbigen den Master in Rechtswissenschaften. 2002 promovierte er in Pristina sowie Graz zum Doktor des Völkerrechts mit einer Doktorarbeit über das Rechtssystem im Kosovo unter der UNMIK.
Von 2003 bis 2006 war Blerim Reka Dekan des Fachbereichs für Öffentliche Verwaltung der South East European University (SEEU) in Tetovo, ab 2005 zudem Vizerektor für Forschung.
Im Juni 2006 wechselte Reka in die Ständige Vertretung der Republik Mazedonien bei der Europäischen Union in Brüssel und fungierte bis Juli 2010 als Missionschef.
Seit September 2010 ist er wieder an der SEEU in Tetovo tätig als Prorektor für Forschung.

## Politischer Werdegang

### Präsidentschaftswahl in Nordmazedonien
Bei der Präsidentschaftswahl in Nordmazedonien 2019 trat Blerim Reka als einer von drei Kandidaten an, mit 11 % der erreichten Stimmen verpasste er jedoch den Einzug in den zweiten Wahlgang, bei dem sich dann der Sozialist Stevo Pendarovski gegen Gordana Siljanovska-Davkova (VMRO-DPMNE) durchsetzen konnte. Reka wurde durch zwei kleinere ethnisch-albanische Parteien in Nordmazedonien offiziell unterstützt.

### Minister im Kosovo
Nach der Präsidentschaftswahl 2019 und damit einhergehenden Koalitionsverhandlungen zur Bildung einer neuen Regierung wurde Blerim Reka, vorgeschlagen durch den Wahlsieger Lëvizja Vetëvendosje! unter Albin Kurti, zunächst als zukünftiger Außenminister der Republik Kosovo gehandelt. Nach Zustandekommen einer Koalitionsvereinbarung mit der LDK im Februar 2020 erhielt Reka schließlich im Kabinett Kurti das Ressort für Europäische Integration.

## Privates
Blerim Reka ist Sohn der aus Karaçeva bei Gjilan stammenden Lehrerin Nazmije Kastrati-Reka und des aus Tetovo stammenden Akademikers Hamza Reka (1925–2013). Ab 1960 lehrte dieser 30 Jahre lang bis zur Pensionierung die Albanische Sprache an der Pädagogischen Akademie Skopje und nahm 1972 am letzten Orthografiekongress der albanischen Sprache in Tirana teil. Blerims Schwester ist Drita Reka-Gërmizaj (1952–2001), Nachrichtensprecherin des Fernsehsenders TV Prishtina von dessen Beginn 1974 an bis zur Schließung durch das serbische Regime 1990.
Blerim Reka ist verheiratet mit Ymrane Reka. Gemeinsam haben sie drei Töchter – eine davon verstarb bereits im Kindesalter – sowie einen Sohn, der eine Zeit lang mit der albanischsprachigen Sängerin Altuna Sejdiu verheiratet war.

## Veröffentlichungen (Auswahl)
- UNMIK as an international governance in post-war Kosova: NATO' s intervention, UN administration, Kosovar aspirations. Logos-A, Skopje 2003. ISBN 9789989580963 (englisch).
- EU Constitution: the Rubicon of Supranational. Logos-A, Skopje 2007. ISBN 9789989582301 (englisch).
- The Geopolitics and Techniques of EU Enlargement. Aspect, Brüssel 2010. ISBN 9789081568708 (englisch).